# Autobus bianchi

Gli autobus bianchi della Croce Rossa svedese in territorio tedesco, presumibilmente nei pressi di Friedrichsruh.

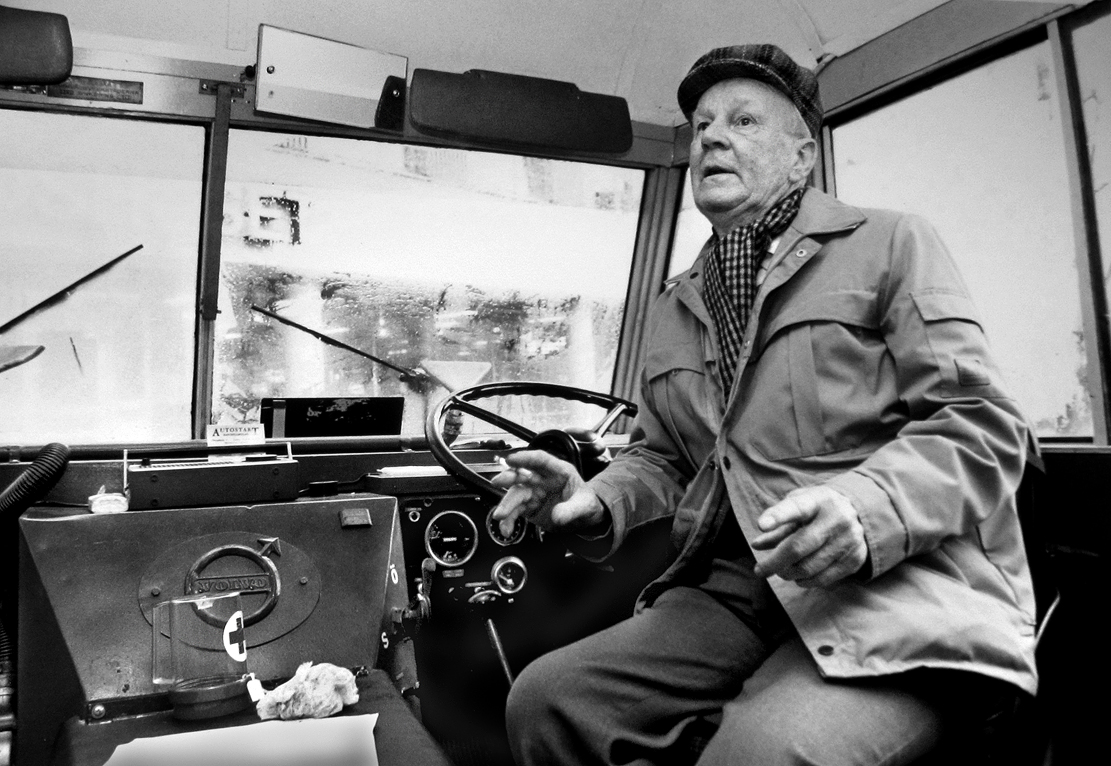
Il 19 aprile 1945, gli autobus bianchi iniziarono a guidare i prigionieri dai campi di concentramento fuori dalla Germania. Da giovane coscritto, Stig Svensson era un autista volontario su uno degli autobus bianchi della Croce Rossa. - Non dimenticherò mai quello che ho passato, ha detto in un'intervista nel 1992.

Gli autobus bianchi (in svedese: Vita bussarna) furono dei mezzi usati per una spedizione di soccorso attuata dalla Croce Rossa svedese e dal governo danese durante la seconda guerra mondiale in Germania. L'operazione ebbe luogo nella primavera del 1945; l'obiettivo era quello di liberare i detenuti dei campi di concentramento nelle aree controllate dai nazisti e trasportarli in Svezia, un paese neutrale. Nonostante inizialmente l'operazione fosse focalizzata sul salvataggio dei cittadini scandinavi, essa si estese anche per salvare i cittadini di altre nazioni. Folke Bernadotte, Conte di Wisborg, un nobile svedese e diplomatico, all'epoca vicepresidente della Croce Rossa svedese, negoziò il rilascio di circa 31.000 prigionieri dai campi di concentramento tedeschi, assieme a Norbert Masur del Congresso Ebraico Mondiale, direttamente con Heinrich Himmler, con la mediazione di Felix Kersten.
Alla fine, uno staff operativo composto da circa 300 persone riuscì a salvare 15.345 prigionieri dai campi di concentramento. Di loro, 7.795 erano di nazionalità norvegese e danese, mentre i restanti 7.550 erano di varie nazionalità (polacca, francese ecc.). In particolare, 423 ebrei danesi furono portati in salvo dal campo di concentramento di Theresienstadt in Cecoslovacchia che era stata occupata dalla Germania. Essi contribuirono in modo significativo al fatto che il numero di vittime tra gli ebrei danesi durante l'Olocausto fu tra i più bassi dei paesi europei occupati.
Il termine "autobus bianchi" deriva dal fatto che gli autobus furono dipinti di bianco con l'emblema della Croce Rossa sul lato per evitare di essere scambiati con i veicoli militari.
La Norwegian White Buses Foundation, ispirata da questa operazione, organizza escursioni al campo di concentramento di Sachsenhausen e in altri campi di concentramento per le classi scolastiche. Nel primo periodo, ad accompagnare la guida in questi campi, erano presenti anche testimoni e sopravvissuti per documentare la terribile esperienza vissuta in questi luoghi.

## Presupposti
Verso la fine della guerra il governo svedese decise di intraprendere azioni volte a recuperare quanti prigionieri scandinavi fosse possibile dai campi di concentramento tedeschi, compresi ebrei e poliziotti danesi e membri della resistenza norvegese e vittime del programma tedesco Nacht und Nebel (Notte e nebbia) di sparizioni programmate. Presto il programma, noto poi come Autobus bianchi per il colore e tipo dei mezzi usati, venne allargato al recupero di quanti più possibile prigionieri, indipendentemente dalla nazionalità e il diplomatico svedese conte Folke Bernadotte, nipote del re di Svezia, ne fu un importante animatore e incontrò Himmler a Berlino il 16 febbraio per la prima volta, mentre un altro patrocinatore fu il principe Carlo di Svezia; alla stampa vennero fornite informazioni marginali ed istruzioni sull'evitare articoli in merito per non irritare i tedeschi. A Stoccolma il diplomatico norvegese Niels Christian Ditleff si attivò per i suoi concittadini, ma anche in Danimarca si preparavano piani per il recupero dei danesi detenuti, principalmente a cura dell'ammiraglio Carl Hammerich, ed i due si incontrarono per preparare azioni comuni, ma un tentativo di far partecipare ai primi viaggi svedesi anche personale danese venne stroncato da Hitler il 23 gennaio 1945 che minacciò un attacco in Danimarca e Norvegia se il personale non fosse stato interamente svedese. Importante per l'operazione fu anche l'accordo Himmler-Kersten di marzo 1945. Il documento fu firmato da Heinrich Himmler e Felix Kersten in segreto, alla sola presenza di Rudolf Brandt, segretario del Reichsführer-SS, nel sanatorio di Hohenlychen. 
In seguito fu firmato anche da Norbert Masur del Congresso Ebraico Mondiale, nel famoso incontro alla villa di Kersten del 21-23 in cui Himmler disse di voler "seppellire l'ascia di guerra". All'incontro con Bernadotte e Masur, il capo delle SS tentò una giustificazione (mentre continuavano le marce della morte) e una prima minimizzazione dai toni negazionisti, ma alla fine grazie alla mediazione del dottor Kersten accettò di scambiare anche gli ebrei.
Masur e il medico non furono nominati nel resoconto ufficiale e nelle memorie del conte, suscitando il forte risentimento di Kersten, che tentò di diffamare Bernadotte dopo la morte.
I quattro punti dell'accordo del 12 marzo (soprannominato "contratto in nome dell'umanità"), confermato il 23 aprile, erano:
- I campi di concentramento non sarebbero stati distrutti, disattendendo gli ordini di Hitler.
- Sarebbe sventolata la bandiera bianca e il controllo dei campi sarebbe stato consegnato agli Alleati.
- L'uccisione degli ebrei sarebbe cessata e gli ebrei sarebbero stati trattati allo stesso modo degli altri prigionieri.
- I detenuti non sarebbero stati evacuati (promessa mantenuta in minima parte, viste le numerose marce della morte) e alla Svezia sarebbe stato consentito di inviare pacchi alimentari ai prigionieri ebrei.

Questo pose le basi per gli autobus bianchi. Alcuni bus e navi furono comunque bombardati dagli Alleati causando migliaia di morti. Dai documenti è emerso, oltre il doppio gioco di Himmler sulle evacuazioni, che la Gestapo e le SS-Totenkopf minacciarono di fermare tutti i trasporti se sugli autobus ci fossero stati ebrei. Tuttavia, la Gestapo e le SS regolari vennero corrotte in denaro dalla Croce Rossa o da Kersten, affinché molti ebrei potessero essere salvati, e a rischio che tutti i trasporti venissero bloccati. Himmler accettò il 23, infine, di consegnare alcune migliaia di ebrei a Svezia e Svizzera per potere avviare una trattativa di pace separata anti-sovietica, in cui lui sarebbe dovuto subentrare a Hitler, ma dopo 5 giorni fu scoperto (dal fatto che I giornali britannici resero pubbliche le trattative), rimosso e condannato a morte dal Führer, e si diede alla fuga.

## Attuazione

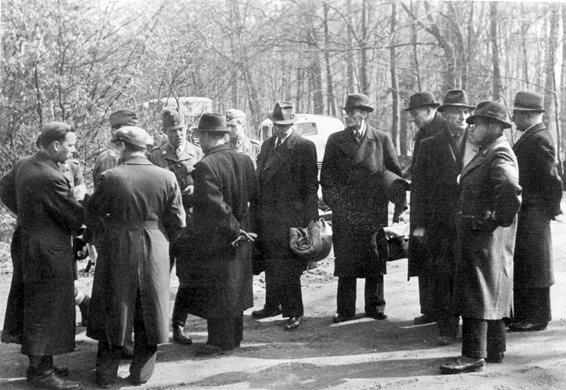
Funzionari della Gestapo di scorta agli "autobus bianchi"

La prima sezione della spedizione partì dal porto di Hässleholm l'8 marzo e si imbarcò sul traghetto da Malmö a Copenaghen. Per motivi di sicurezza, la resistenza danese venne informata, ma nessun problema si verificò, anzi al contrario la spedizione venne ben accolta. Il 12 marzo la prima parte della spedizione aveva raggiunto il suo quartier generale al castello di Friedrichsruh, a 30 km a sud-est di Amburgo. Il castello era vicino al confine danese ed al campo di concentramento di Neuegamme, dove dovevano essere riuniti i prigionieri scandinavi. Il castello era di proprietà di Otto C. A. von Bismarck (nipote di Otto von Bismarck), un amico di Bernadotte e sposato ad una svedese. Il gruppo di comando della spedizione venne alloggiato nel castello ed in una locanda vicina, mentre la truppa organizzò un attendamento nel parco intorno al castello.

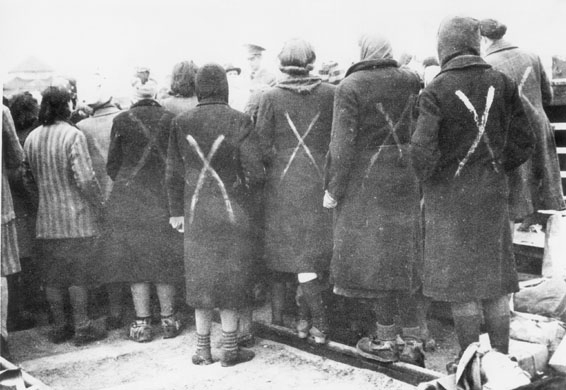
Alcune donne prigioniere di Ravensbrück destinate agli Autobus Bianchi

Anche gli Alleati vennero informati delle spedizioni che avrebbero coinvolto navi e mezzi terrestri in zone tedesche controllate e colpite regolarmente dalle aviazioni alleate, ma gli inglesi risposero che non potevano garantire la sicurezza del gruppo in territorio tedesco, ed infatti la spedizione di inizio marzo 1945 venne attaccata da aerei della RAF con 25 prigionieri ed un autista uccisi nel mitragliamento.
I mezzi vennero scortati da funzionari dei servizi di sicurezza tedeschi, Gestapo ma non solo. Le difficoltà logistiche furono grandi e anche il reperimento del carburante era un problema, visto che i tedeschi non fornirono alcuna assistenza in questo senso.

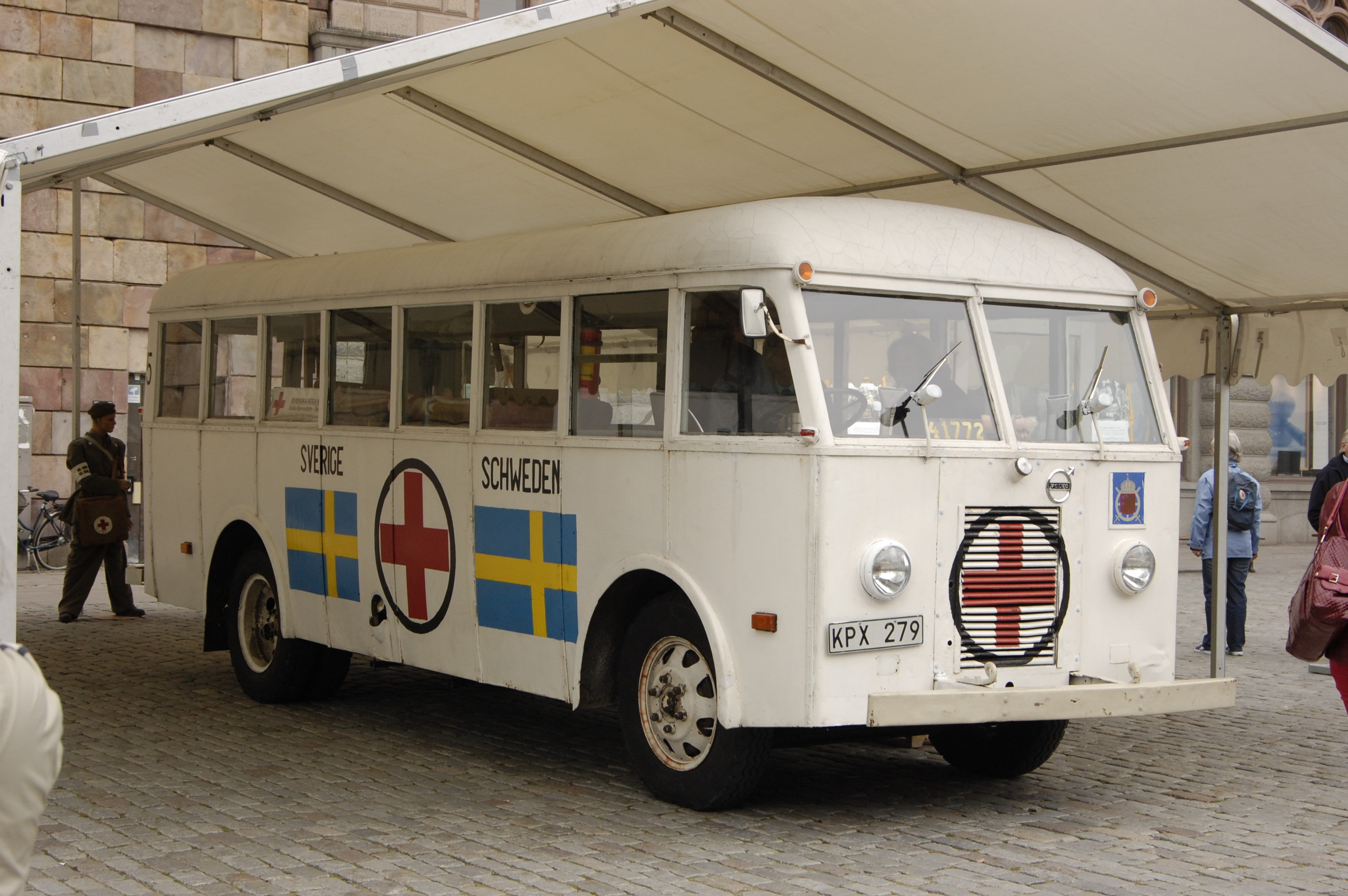
Uno dei mezzi superstiti ospitati in un museo svedese

Alla fine del programma, 15.345 prigionieri vennero recuperati tra gravi rischi per gli operatori, tutti volontari e dei quali molti facevano parte dei reparti logistici dell'esercito svedese. Di questi 7.795 erano scandinavi e 7.550 non-scandinavi (polacchi, francesi e di altre nazionalità). Tra loro 423 ebrei danesi evacuati dal campo di concentramento di Theresienstadt, mentre i norvegesi erano detenuti nel campo di concentramento di Sachsenhausen.

## Cronologia
Cronologia dei fatti

### 1942
- agosto - i primi prigionieri politici norvegesi vengono deportati in Germania	ottobre	La famiglia di Johan Bernhard Hjort, internato civile in Germania, inizia a lavorare per i prigionieri

### 1943
- settembre - il governo collaborazionista danese si dimette, deportazione dei prigionieri danesi in Germania

### 1944
- gennaio: Niels Christian Ditleff entra in contatto con il circolo di Gross Kreutz
- febbraio - Carl Hammerich visita la Svezia e ha il primo di numerosi incontri sui prigionieri scandinavi con Ditleff
- 22 settembre - Ditleff incontra Folke Bernadotte e propone un'operazione svedese per salvare i prigionieri scandinavi
- 23 settembre - promemoria del maggiore Johan Koren Christie secondo cui i prigionieri dovrebbero "restare fermi"
- ottobre - Reportage da Gross Kreutz di Johan Bernhard Hjort; sostiene fermamente che i prigionieri devono lasciare la Germania prima della fine della guerra
- dicembre - Felix Kersten, massaggiatore del capo delle SS Himmler, fa liberare 103 scandinavi
- 29 dicembre - Il governo norvegese a Londra cambia idea e chiede all'ambasciata di Stoccolma di indagare sulle possibili azioni svedesi

### 1945
- 5 febbraio	- Ditleff invia il primo ministro norvegese ufficiale al ministero degli Esteri svedese, richiedendo un'azione svedese per i prigionieri scandinavi
- 16 febbraio - Il conte Folke Bernadotte di Wisborg vola a Berlino, incontra Himmler, discute l'estradizione dei prigionieri
- 12 marzo - Gli autobus bianchi (condizioni posta dagli alleati: colore bianco con croci rosse, per evitare bombardamenti) arrivano a Friedrichsruh, la base della spedizione in Germania; la sera dello stesso giorno Felix Kersten e Himmler firmano il contratto "in nome dell'umanità"
- 15 marzo - Primo trasporto, da Sachsenhausen a Neuengamme, vengono prelevati 2.200 norvegesi e danesi
- 19 marzo - Primo trasporto nella Germania meridionale, 559 prigionieri vengono trasportati a Neuengamme
- 26 marzo - Primo trasporto di donne svedesi sposate con tedeschi in Svezia
- 27 marzo - Trasporto di prigionieri francesi, belgi, olandesi, polacchi e russi da Neuengamme
- 29 marzo - La Croce Rossa svedese ottiene l'accesso al campo di concentramento di Neuengamme
- 30 marzo - Trasporto dalla zona intorno a Lipsia, circa 1.200 dei 1.000 ufficiali di polizia danesi vengono inviati direttamente in Danimarca
- 2 aprile - Nuovo convoglio svedese verso la Germania meridionale, Mauthausen, Dachau e Vaihingen, 75 prigionieri vengono portati a Neuengamme
- 5 aprile - Metà del contingente svedese si ritira, sostituito dai danesi
- 8 aprile - Primo trasporto da Ravensbrück, 100 prigioniere trasportate direttamente a Padborg in Danimarca
- 9 aprile - Colonna svedese/danese a Berlino per prelevare i cosiddetti prigionieri dei campi di concentramento, 211 prigionieri vengono condotti a Neuengamme; inizio dell'evacuazione dei prigionieri malati in Danimarca
- 15 aprile - In totale vengono portati 524 prigionieri dei campi di concentramento dal Meclemburgo, 423 ebrei danesi vengono portati via da Theresienstadt
- 18 aprile - Primo attacco aereo contro gli autobus bianchi, quattro autisti danesi e un'infermiera leggermente feriti a Friedrichsruh
- 20 aprile - Evacuazione di tutti i prigionieri scandinavi da Neuengamme alla Svezia attraverso la Danimarca
- 21-23 aprile: nuovi incontri tra Himmler e Bernadotte, alla presenza di Masur e Kersten (nella villa di quest'ultimo); Himmler accetta formalmente le condizioni e vengono avviate trattative di pace separata tra Germania e alleati occidentali in funzione antisovietica
- 23 aprile - Trasporto di prigionieri malati da Ravensbrück, 786 e 360 donne in due colonne a Padborg
- 25 aprile - Un convoglio, 934 donne e un treno, 3.989 donne, l'ultimo trasporto da Ravensbrück
- 28 aprile - Destituzione di Himmler, fine dei trasporti via terra e interruzione delle trattative di pace separata
- 30 aprile - Hitler si suicida. Da Lubecca partono le navi "Magdalena" con 223 prigionieri e "Lillie Matthiessen" con 225 donne
- 2 maggio - 2.000 donne (960 ebree, 790 polacche e 250 francesi) arrivano a Padborg in treno
- 3 maggio - Le navi tedesche che trasportavano prigionieri da Neuengamme vengono attaccate dalla RAF, quasi tutti i 7.500 a bordo vengono uccisi
- 4 maggio - Gli ultimi prigionieri vengono trasferiti in traghetto da Copenaghen a Malmö
- 7-9 maggio - La Germania si arrende

### Sitografia
- (EN) Denmark - rescue of the danish jews, su auschwitz.dk.
- (EN) World War II Country Trends: Denmark, su histclo.com.